# زون اچ
زون اچ یا اچ زون یک آرشیو از وب سایت های آسیب دیده است. برای هر هکر یک خانه و برای هر کاربر عادی یک خانه وحشت.
در 2 مارس 2002 در استونی ایجاد شد ، بررسی نتایج هویز دامنه نشان می دهد که در 14 فوریه 2002 ایجاد شده است.

## محصولات
هنگامی که یک وب سایت آسیب دیده در Zone-H ثبت می شود، در سرورهای Zone-H بررسی می شود. سپس وب‌سایت توسط کارکنان Zone-H تعدیل می‌شود تا بررسی کنند که آیا آسیب دیدن وب سایت و تغییر ظاهر سایت جعلی بوده است یا خیر. گاهی اوقات خود هکرها صفحات هک شده خود را به سایت ارسال می کنند.
Zone-H بزرگترین آرشیو نفوذهای وب است. به چندین زبان منتشر شده است. اخیرا Zone-H توسط برخی از ISP های هندی به دلیل پیگرد قانونی از سوی دولت هند ممنوع شد. 